# Mosh

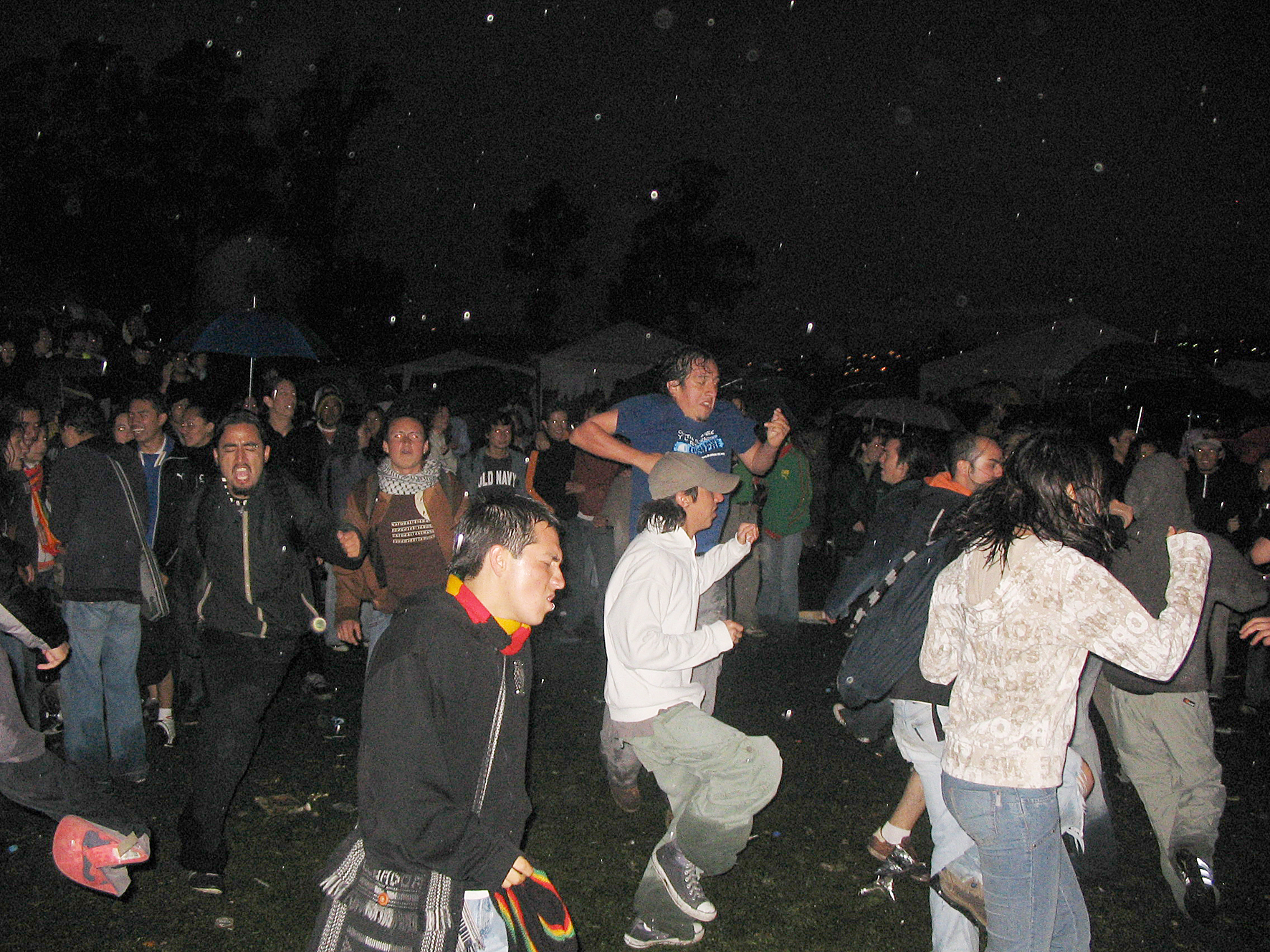

Mosh är en dansstil som förekommer på vissa konserter, vanligast är inom hardcorepunk och metal, i området framför scenen som därför allmänt kallas "the mosh pit". En annan stil av mosh kallad pogo förekommer oftast i större metal- och hardcorekonserter.

## Typer av mosh
En mosh är när två eller flera personer handlöst kastar sig mot de andra personerna i moshpiten. Det finns ett antal olika varianter av mosh.

### Circle Pit

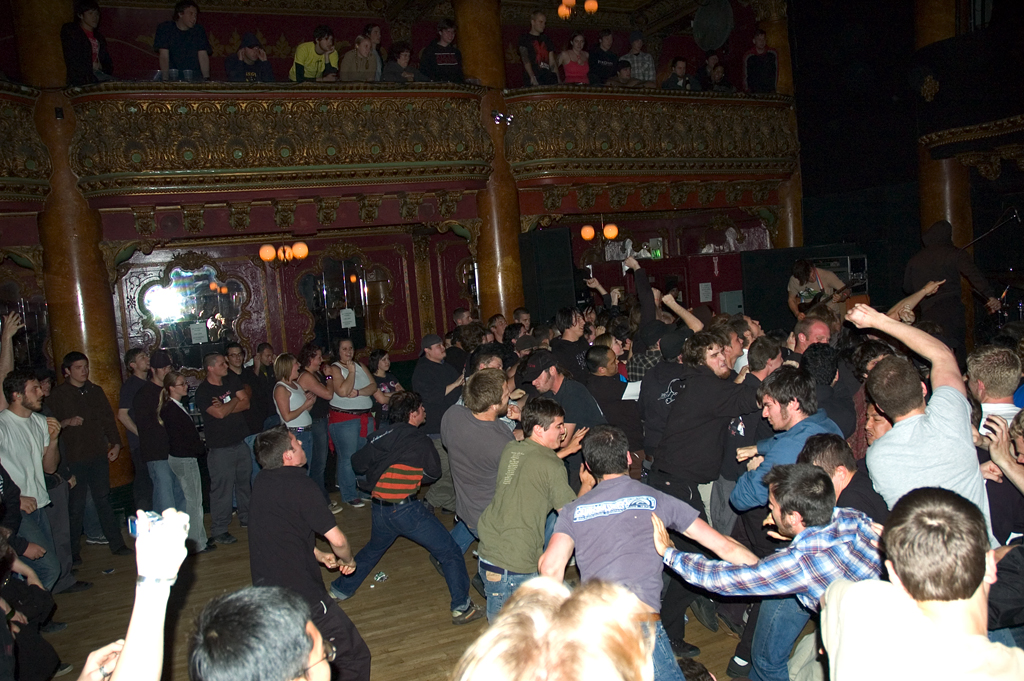
Moshpit under ett uppträdande av bandet The Dillinger Escape Plan, 2005

Circle Pit går ut på att springa runt i en cirkel tills vederbörande blir helt yr.

### Wall of Death
Wall of Death är en gemensam manöver då publiken ställer sig som två väggar och sedan springer fort rakt mot den andra sidans "vägg", detta förekommer mest på thrash metal-föreställningar, och blev till största delen känd genom Kerry King från Slayer. Fenomenet kallas bland bandets fans "Braveheart" och förekommer då bandet framför sin version av Amazing Grace. 